# 納迪娜·斯特羅森

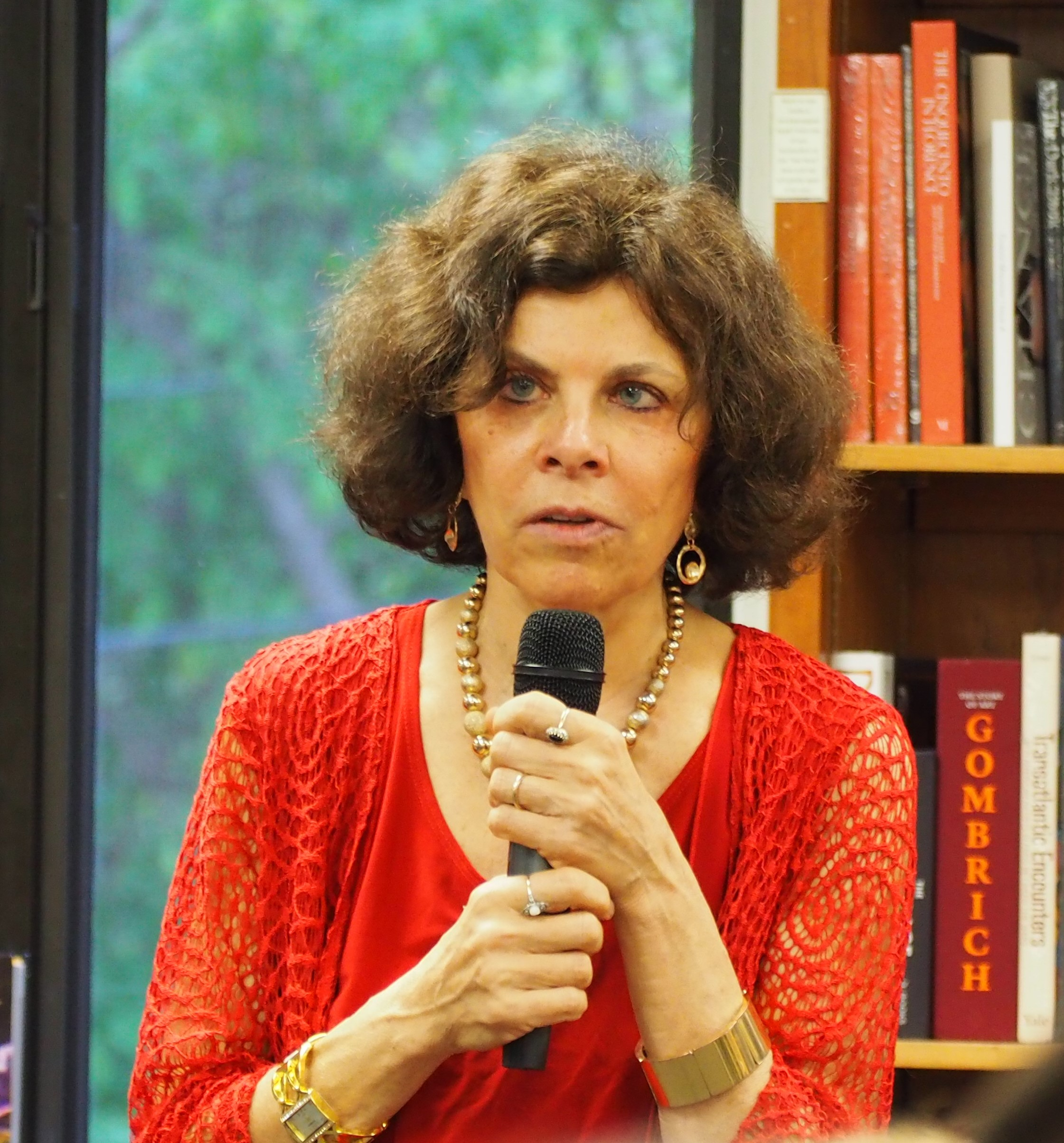

納迪娜·斯特羅森（英語：Nadine Strossen，1950年8月18日—），是美国公民自由運动家，1991年2月至 2008年10月間擔任美国公民自由联盟 (ACLU) 主席。她是自由主義女性主義者。她也在纽约法学院擔任教職，是外交关系協会和其他组织的成员。
在與反色情女性主義的爭論中，斯特羅森反對使用「審查制度」對付色情作品，認為審查制度反而使女性陷入更危險的處境。

## 生平
斯特罗森，生于新泽西州泽西市。 外祖父是南斯拉夫移民，深受马克思主义影響。父亲出生在德国的路德宗家庭，是希特勒种族法定义的“半犹太人”。 “我的父親是大屠殺的倖存者，而我外祖父是第一次世界大戰的抗議者。當外祖父來到這個國家時，他因不願參加戰爭，而遭人唾棄。”斯特罗森在接受采访时说。 “外祖父作为依良心拒服兵役者的判決，是站在新泽西州哈德逊法院对面，讓路人向他吐口水。”  1972年，斯特羅森從哈佛学院取得學士學位，獲入斐陶斐榮譽學會，1975年她在哈佛法学院取得博士，獲頒拉丁文學位榮譽。在校期間，她曾担任《哈佛法律评论》的编辑。
1990 年代初，在哥伦比亚商学院，斯特羅森協創立一门独立课程，旨在探索全球企業的人权责任。
1991年2月，斯特罗森成为美国公民自由联盟主席，填补了诺曼·多森辞职后留下的空缺。作为主席，斯特罗森进行了兩百多次公开演讲。2008年5月，她自主席職位離去。2008年10月18日，美国公民自由联盟选择布鲁克林法学院的宪法学教授Susan Herman接替她。 
她也是「要求言論自由的女性主義者」（Feminists for Free Expression）的创始成员。 
她參與2000年的纪录片《迷幻傳奇》。  2001年10月，斯特罗森參與伊芙·恩斯勒的戏剧《阴道独白》。
2019年，她的著作《為甚麼我們該用言論自由來抵制仇恨，而非言論審查》獲选为华盛顿大学圣路易斯分校的共同阅读书籍。  同年8月26日，斯特罗森在該校发表了主题演讲。

## 作品列表
- 1995: 《為色情辯護》(Defending Pornography: Free Speech, Sex and the Fight for Women's Rights , ISBN 0-8147-8149-7)
- 1996: Speaking of Race, Speaking of Sex: Hate Speech, Civil Rights, and Civil Liberties (ISBN 0-8147-3090-6)
- 2018:《為甚麼我們該用言論自由來抵制仇恨，而非言論審查》(Hate: Why We Should Resist It with Free Speech, Not Censorship, ISBN 0-1908-5912-1)